# Атанас Тилев
Атанас Жеков Тилев е български бизнесмен.

## Биография
Роден е на 14 октомври 1944 г. в Стара Загора, завършва Немската гимназия в Ловеч, бил е преводач на Тодор Живков.
Баща му Жеко Тилев е прокурор в първите процеси на така наречения Народен съд.
Жени се за Кукка Мария, дъщеря на министъра на външните работи на Финландия д-р Ахти Карялайнен. Във Финландия Тилев създава фирма „Тампела“, която търгува с метали и земекопни машини с тогавашния Съветски съюз.
Според бившия началник на пресцентъра на премиера Жан Виденов Красимир Райдовски Тилев се познава със Симеон Сакскобургготски от средата на 70-те години на XX век по линия на 1-во главно управление на ДС, когато го направил съветник в своята задгранична фирма, за да има основание да му изплаща възнаграждение.
Шеф на „Дару финанс“, бивш собственик на фалиралите Банка за земеделски кредит (БЗК) и Добруджанска банка. БЗК финансира фирми около икономическия кръг „Орион“, близък до тогавашния премиер Жан Виденов. Близък приятел е на Бриго Аспарухов, който според запознати е унищожил досието му на агент (Агент Румянцев) на Шесто управление на Държавна сигурност. През 1981 г. германският вестник „Велт ам зонтаг“ пише за Тилев, че е „живият микрофон на КГБ“.
Според ДАКСИ Атанас Тилев участва като собственик само в 2 фирми в България – „Дару кар“ ООД и „Дару АВ“, в които държи съответно 80 % и 90 %.
През 2011 г. е окончателно оневинен за източването на 543 млн. лв. от Банка за земеделски кредит. Делото за безстопанственост срещу бизнесмена е прекратено поради изтекла абсолютна давност от извършване на деянието.
Резиденцията му, разположена в полите на Витоша, в кв. Драгалевци, се оценява на около 7,5 млн. евро. Тя разполага с парк от 8000 m² и къща с разгърната площ от 1440 m². 
От 1997 до 2005 г. е живял във Финландия. От 2005 г. живее в Гърция в Халкидики.  